# Danegeld

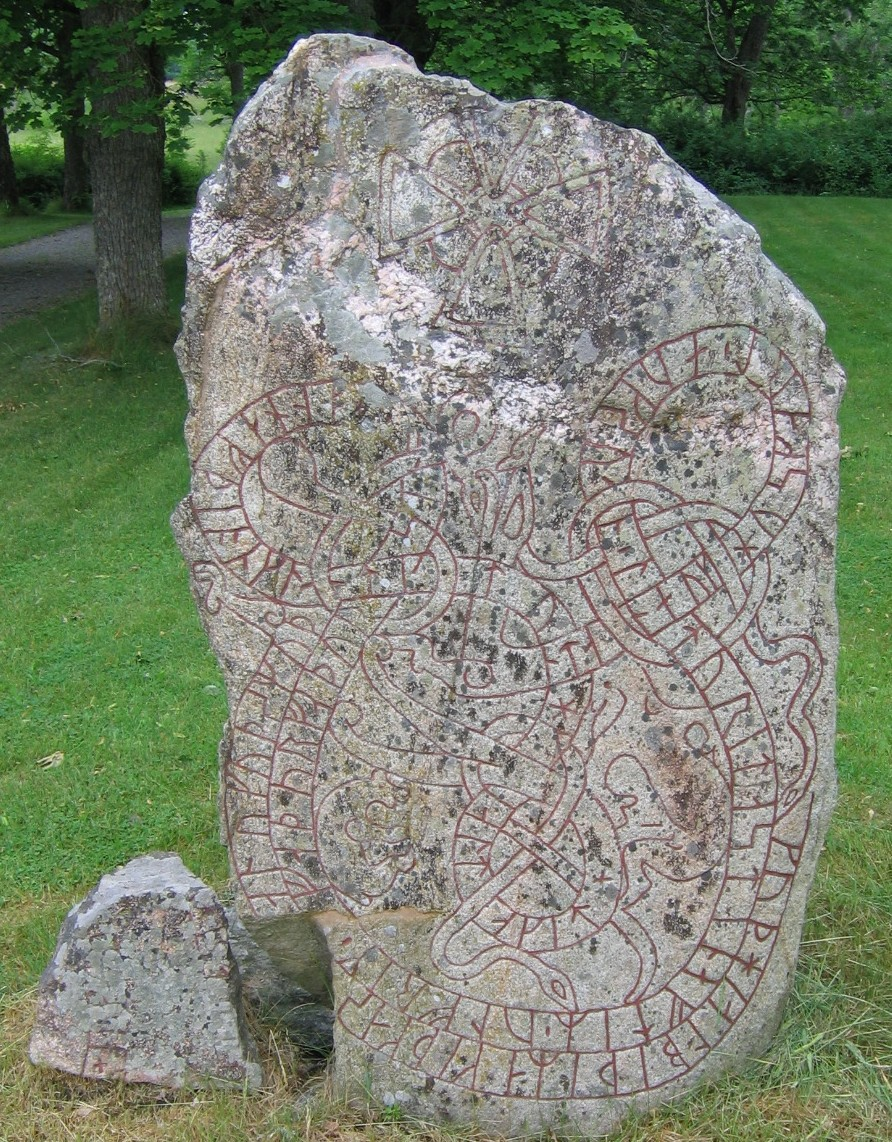
Pietra runica U 241 di Lingserg, su cui è inciso che Ulfríkr, padre di Halfdan, ricevette due danegeld in Inghilterra.

Il danegeld (/ˈdeɪn.ɡɛld/) era un tributo, o le tasse imposte per raccogliere un tributo, pagato a potenziali invasori vichinghi (o danesi), per evitare che invadessero una terra. Infatti, il termine, dall'unione di dane, "danese" e geld, "tributo", significa appunto "tributo danese".
Il termine danegeld non apparve fino all'inizio del XII secolo giacché lo si indicava genericamente come geld o gafol, ossia tributo. Frequente il suo uso in senso figurato per indicare ogni pagamento coercitivo in denaro o in natura.
Sebbene tale tributo, o tributi simili, fossero inizialmente imposti nel IX secolo in Francia, esso interessò principalmente l'Inghilterra.
Ne fu soggetto il re inglese Ethelred II nel 991, per continuare ad intervalli fino alla conquista finale del trono inglese da parte del re danese, Canuto il Grande, nel 1016. Nonostante la cessazione della motivazione di tale pagamento (evitare l'invasione dei danesi), proseguì la relativa raccolta delle imposte da parte del nuovo sovrano, quindi come una sorta di tassa sulla proprietà terriera.
Spesso per Danegeld si intende anche l'Heregeld, la tassa annuale pagata ai mercenari danesi (Thingmen) a partire dal 1012 fino 1042-1051, nonché il riscatto per la liberazione degli ostaggi in seguito alla capitolazione di Londra nel 1013, conquistata dalle truppe di Sweyn I Barbaforcuta, re di Danimarca e di Norvegia.

## Storia

### Epoca anglosassone

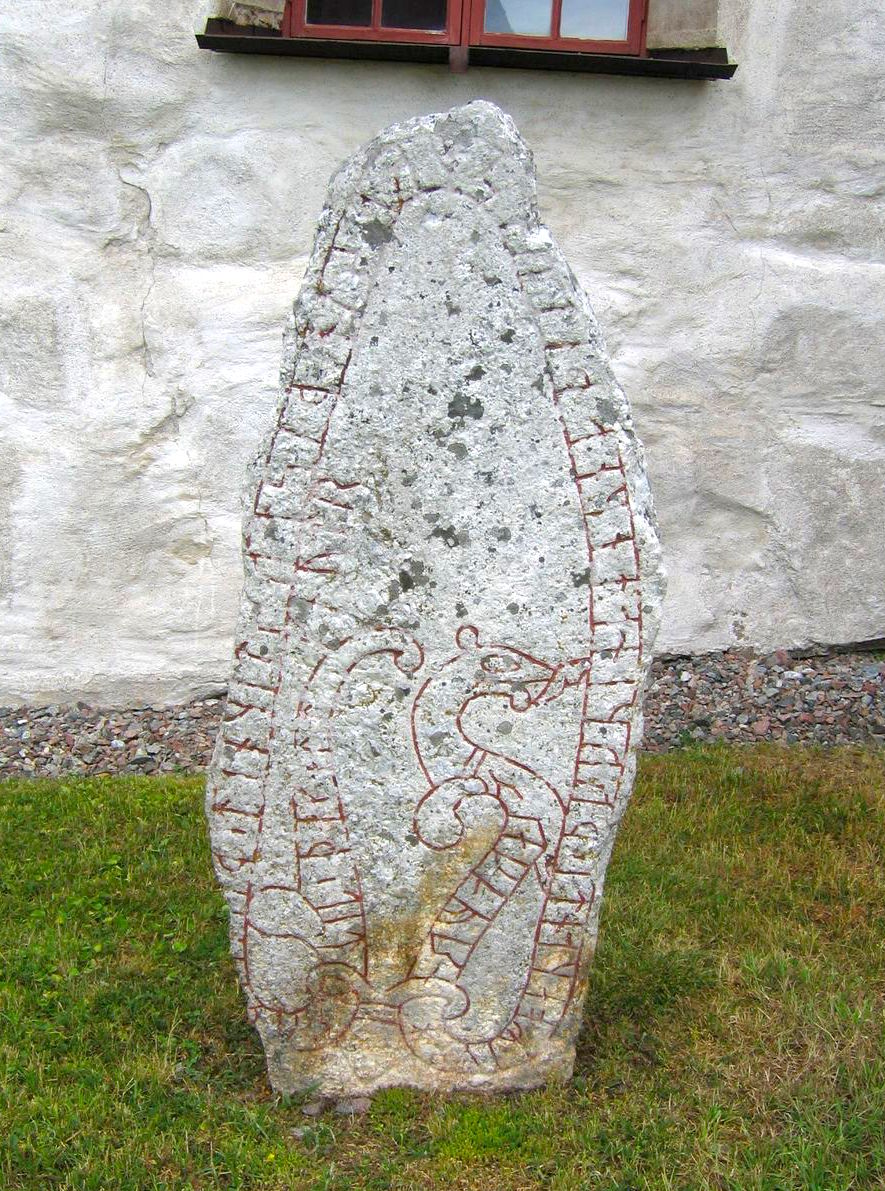
Pietra runica U 344 di Orkesta, dedicata al vichingo Ulf di Borresta su cui è inciso che l'uomo aveva riscosso tre danegeld in Inghilterra. Il primo fu con Skoglar Toste, il secondo con Thorkell l'Alto mentre l'ultimo fu con Canuto il Grande.

Nel 991, è stato effettuato un pagamento da parte degli inglesi di 10.000 libbre romane (equivalenti a 3,300 kg) d'argento, in seguito alla vittoria vichinga nella battaglia di Maldon nell'Essex, quando Sigerico, l'arcivescovo di Canterbury e altri aldermanni delle province sud-occidentali consigliarono al re Etelredo di comprare i vichinghi anziché continuare a combatterli. Un manoscritto della Cronaca anglosassone suggerisce che fu Olav Tryggvason a guidare i vichinghi in quel periodo.
Nel 994, danesi e norvegesi rispettivamente sotto la guida di Sweyn Forkbeard e Olav Tryggvason, ritornarono per porre sotto assedio Londra. Ancora una volta furono corrotti, l'enorme quantità di argento pagata impressionò gli scandinavi, talmente tanto che pensarono che era più redditizio estorcere i pagamenti agli inglesi piuttosto che saccheggiare le loro terre.
Tanti piccoli pagamenti furono versati nel 1002, mentre nel 1007, Etelredo diede ai danesi 36,000 libbre troy (equivalenti a 13,400 kg) d'argento, per stipulare una tregua che sarebbe durata due anni. Nel 1012, in seguito alla cattura e all'assassinio dell'arcivescovo di Canterbury e al saccheggio di Canterbury stessa, i danesi ricevettero un ulteriore danegeld di 48,000 libbre troy (equivalenti a 17,900 kg) d'argento.
Anche se il termine Danegeld è generalmente ritenuto essere stato il nome riferito ai tributi versati ai vichinghi, prima della conquista normanna, questi pagamenti venivano indicati come il termine Gafol. Nel 1012, Etelredo II d'Inghilterra introdusse una tassa fondiaria annuale per pagare un esercito di mercenari scandinavi, guidati da Thorkell l'Alto, per difendere il regno. Dopo Etelredo, anche i suoi successori decisero di seguire lo stesso metodo di riscossione delle tasse per finanziare i loro eserciti, questa tassa si sarebbe poi consolidata come l'Heregeld. L'Heregeld fu abolita nel 1051 da Edoardo il Confessore. In realtà solamente con l'amministrazione normanna si iniziò ad utilizzare il termine Danegeld per riferirsi alla tassa.

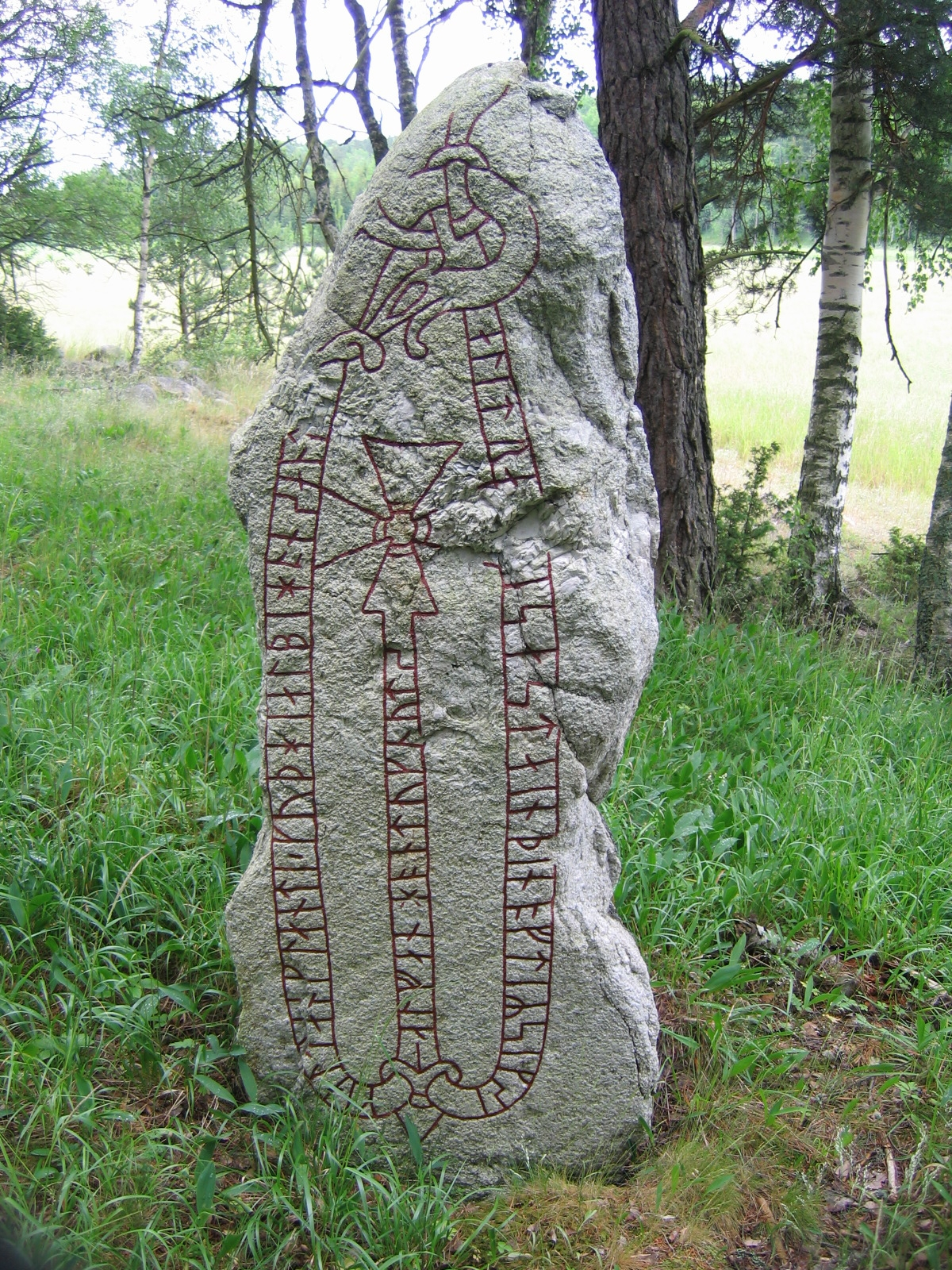
Pietra runica U 194 situata in un boschetto vicino Väsby, Uppland in Svezia, il vichingo eresse la pietra per ricordare la sua riscossione di un danegeld in Inghilterra.

Nel 1016, il figlio di Sweyn Forkbeard, Canuto il Grande divenne re d'Inghilterra. Dopo due anni aveva pieno controllo del suo nuovo regno, al punto di essere in grado di pagare chiunque, aveva inoltre ormeggiata la sua flotta con 40 navi, che fu mantenuta come guardia del corpo del re, oltre ad un enorme Danegeld di 72,000 libbre troy (equivalenti a 26,900 kg) d'argento ottenuto a livello nazionale, in più altri 10,500 libbre (3,900 kg) ottenuti dal saccheggio di Londra.
In Inghilterra, un hide indicava la quantità di terra sufficiente a sostentare una famiglia; tuttavia le loro dimensioni effettive e il valore economico variavano enormemente. L'hide inoltre venne anche utilizzato come un'unità di valutazione per l'imposta sul valore fondiario che presto diventerà noto come il Danegeld. In origine, il Danegeld veniva riscosso come un tributo da versare agli invasori vichinghi, ma dopo la conquista danese del 1016, fu mantenuto come tassa fondiaria per pagare le difese del regno. Le spedizioni vichinghe in Inghilterra solitamente venivano guidate dai re danesi, ma erano composte da guerrieri provenienti da tutta la Scandinavia e alla fine delle razzie riuscirono a portarsi a casa più di 100 tonnellate di argento.
Questo tipo di tributo estorto non era l'unico in Inghilterra: secondo Snorri Sturluson e Remberto, anche la Finlandia e i Paesi baltici pagavano lo stesso tipo di tributo alla Svezia. Di fatto, la Cronaca degli anni passati riporta che le regioni che pagavano una tassa di protezione si estendevano ad est verso Mosca, fino a quando le tribù slave e finlandesi si ribellarono contro i variaghi guidati da Rjurik, durante il regno di Vadim il Coraggioso. Allo stesso modo, anche i Sami furono costretti a pagare dei tributi sotto forma di pelli. Una procedura simile esisteva già nella penisola iberica, il quale gli stati cristiani contemporanei furono in gran parte sostenuti dai regni di Taifa con tributi d'oro.
È stato stimato che l'importo totale pagato dagli anglosassoni ai vichinghi ammontasse a circa sessanta milioni di penny. Molti penny anglosassoni di questo periodo furono ritrovati in Svezia invece che in Inghilterra, tanti altri invece furono rinvenuti in una fattoria dove è presente la pietra runica Sö 260 che parla di un viaggio in Occidente, il tesoro comprende diverse centinaia di monete inglesi.

### Epoca normanna
Nell'Inghilterra meridionale, il danegeld veniva misurato in hidage, una superficie di terreno agricolo sufficiente a sostenere una famiglia nel Medioevo, ad eccezione del regno del Kent, in cui utilizzava un sistema basato su un sulungo, consistente di otto gioghi, la quantità di terra che potrebbe essere arata in una stagione agricola, a nord invece l'unità tipica era la carrucata il quale corrispondeva ad un sulungo. Nell'Anglia Orientale utilizzavano invece la centena. In ogni luogo dell'Inghilterra la tassa veniva sempre riscossa dagli sceriffi locali. Alcuni dati di accertamento e di reddito antecedenti la conquista normanna, indicano di un sistema che lo scrittore James Campbell descrisse come "vecchio, ma non immutabile". Secondo David Bates, il danegeld era una tassa nazionale sconosciuta nell'Europa occidentale; invece J. A. Green sostiene che il sistema nazionale della tassazione agricola ha dato vita successivamente al danegeld, divenendo la prima forma di tassa a riapparire in Europa occidentale dal crollo dell'Impero romano d'Occidente. Guglielmo I d'Inghilterra utilizzò il danegeld come strumento principale per la sottoscrizione delle guerre continentali, così come provvedere agli appetiti reali e ai costi di conquista, piuttosto che per comprare i vichinghi. Lui e i suoi successori imposero il danegeld più frequentemente rispetto ai precedenti re anglosassoni, con tassi molto alti, come ad esempio quelli del 1084 e 1096 il quale erano il doppio del loro tasso normale. Judith Green afferma che a partire dal 1110, la guerra e il naufragio della Nave Bianca hanno portato ad un ulteriore aumento degli sforzi fiscali.
Nel 1130, Enrico I d'Inghilterra richiedeva ogni anno il danegeld di due scellini. Nello stesso anno, secondo la Chronicon ex chronicis di Giovanni di Worcester, il re promise di sospendere il danegeld per sette anni, una promessa che venne rinnovata anche dal suo successore Stefano al momento della sua incoronazione ma che poi non mantenne. Nel 1155–1156, Enrico II d'Inghilterra riprese ad utilizzare il danegeld ma durante l'anno 1161–1162 il danegeld fu registrato su un Pipe rolls e poco dopo la tassa cadde in disuso. L'importanza che ebbe il danegeld per l'Exchequer può essere valutata con il suo utile di circa £2,400 nel 1129–1130, che rappresenta il dieci per cento del totale (£23,000 circa) pagato durante l'anno.
Giudicato da uno standard assoluto piuttosto che contemporaneo, c'è molto da criticare nella composizione del Danegeld all'inizio del XII secolo: esso si basava su antiche valutazioni della produttività terriera, vi sono inoltre numerose riduzioni o esenzioni privilegiate, concesse come segno di favore: "Le esenzioni erano una questione di favore reale e sono state adeguate per far fronte a circostanze mutevoli... in questo modo il Danegeld divenne uno strumento di tassazione più flessibile di quanto la maggior parte degli storici potesse mai immaginare". Nel 1133, Enrico I concesse piene libertà fiscali a Londra, inoltre esentò alcune tasse come lo Scot, il Danegeld e il Murdrum. Alla fine del XII secolo, una tassa sui beni mobili, che ha richiesto l'approvazione del Parlamento ha sostituito il danegeld. Il principio del "non consenso ma esenzione" ha lasciato posto a quello del consenso ma senza alcuna esenzione.

## Al di fuori dell'Inghilterra

### Frisia
Il primo danegeld riscosso in Frisia fu nel 810. Nello stesso anno, una flotta danese di circa duecento navi sbarcò in Frisia, inizialmente saccheggiarono le isole costiere e poi attaccarono anche via terra in cui si scontrarono con i frisoni in tre grandi battaglie dalla quale ne uscirono vittoriosi. Dopo aver sconfitto i frisoni, i danesi richiesero un danegeld al popolo locale. Poco dopo, la notizia giunse a Carlo Magno, che in quel momento era ad Aquisgrana per coordinare una campagna militare contro il re danese Göttrik, nel resoconto ricevuto fu scritto che i frisi avevano già pagato un danegeld di cento libbre d'argento ai danesi. Questi eventi storici sono documentati negli Annales Regni Francorum e nella Vita et gesta Caroli Magni, entrambe le opere sono dello storico di corte Eginardo al servizio di Carlo Magno, mentre altre due opere conosciute come gli Annales Mettenses priores e Annales Maximiniani furono scritte da un autore anonimo chiamato Poeta Saxo. L'importo totale esatto non è ancora noto ma senza alcun dubbio è stato raccolto attraverso le tasse, come dice Eginardo nella Vita et gesta: "I danesi vittoriosi imposero un tributo per i vinti, per mezzo di tasse riscossero cento libbre d'argento dai frisi", in lingua originale: "Danosque victores tributum victis inposuisse, et vectigalis nomine centum libras argenti a Frisionibus iam esse solutas".
Nessun altro danegeld fu riscosso in Frisia fino alla fine del regno di Ludovico il Pio che morì nel 840. Nel 836 alcuni norreni, dopo aver bruciato Anversa e il mercato di Wintla, accettarono la riscossione di alcuni tributi, la quantità esatta negli Annales Fuldenses non viene specificata. Nel 837, alcuni vichinghi sbarcarono a Walcheren riuscirono a catturare diversi conti e alte cariche, alcuni di essi furono uccisi mentre i sopravvissuti furono tenuti sotto ostaggio come riscatto. Hanno dunque proceduto ad effettuare un censimento ove potessero, dalla quale incassarono una quantità "infinita" di denaro "di vario tipo" nei loro forzieri. Successivamente si spostarono sulla terraferma, dove assaltarono Dorestad ed estorsero un grande tributo dalla popolazione locale prima di ripartire. Questo avvenimento è documentato negli Annales Fuldenses, Annales Bertiniani, Annales Xantenses e Gesta Hludowici imperatoris, quest'ultima opera è stata scritta da Thegan di Treviri. Nel 846, durante il regno di Lotario I, i vichinghi costrinsero i frisoni a riscuotere un censimento per pagarli. Negli annali di Bertiniani e Xantenses è stato riportato come Lotario, sebbene consapevole dell'oltraggio, non fu in grado di fermarlo, i vichinghi se ne andarono dalla Frisia carichi di bottino e prigionieri.
Nel 852, circa 250 navi vichinghe gettarono l'ancora al largo della costa della Frisia e chiesero un tributo (di che tipo non è noto) che fu pagato dai frisoni. Negli Annales Bertiniani e nella biografia Miracula sancti Bavonis di Bavone di Gand riportano che le richieste soddisfecero i vichinghi, quest'ultimi se ne andarono senza devastare il territorio. Queste varie imposizioni vichinghe che furono pagate attraverso la tassazione dei frisoni sono documentate in un registro degli eventi datato all'anno 873. Nello stesso anno, secondo gli annali di Fuldenses, Bertiniani e Xantenses, il capo vichingo Rodulf Haraldsson inviò dei messaggeri ad Eastergoa per chiedere un tributo. I frisoni risposero che le tasse le avrebbero date solamente al loro re, Ludovico II il Germanico e ai suoi figli (Carlomanno, Ludovico III e Carlo III), di conseguenza ci fu una battaglia in cui Rodulf ne rimase ucciso mentre il suo esercito fu sconfitto. Dudone di San Quintino nella sua Historia Normannorum riporta che Rollone costrinse i frisoni a pagare i tributi, anche se ciò è altamente improbabile che sia effettivamente avvenuto.
Nel 882, nel Regno dei Franchi Orientali un danegeld fu riscosso dal capo vichingo Godfrid di Frisia da parte dell'imperatore Carlo il Grosso, per porre fine all'assedio di Asselt, nello stesso anno Godfrid si convertì al cattolicesimo e divenne governante della Frisia. Un altro danegeld, secondo Regino di Prüm fu riscosso nel 880, quando una nobil donna Evesa pagò una grande somma per il riscatto di suo figlio, il conte Eberardo.

### Bretagna
È molto incerto che un danegeld sia stato effettivamente riscosso nel Ducato di Bretagna. Ovviamente ci furono diversi pagamenti in diverse occasioni, tali pagamenti potevano essere sia di natura monetaria che di oggetti di valore, ma l'imposizione di una tassa sul popolo per pagare un tributo non è documentato nelle fonti. È più probabile che in caso di emergenza sia stato riscosso un danegeld per risolvere i problemi locali. Nel 847, il sovrano bretone Nominoë fu sconfitto tre volte da alcuni danesi prima di entrare in negoziazione con i loro leader di guerra, offrendogli loro grandi doni in modo che potessero lasciare la Bretagna.
Una prima forma di danegeld che si ebbe in Bretagna probabilmente fu nel 869, evento documentato nella Cronaca universale di Regino di Prüm, in cui Salomone pose fine ad alcune incursioni pagane tramite il pagamento di cinquecento capi di bestiame.
Il tipo di danegeld più tradizionale lo si ebbe in due eventi cronologicamente vicini nella contea di Vannes. Secondo un documento nel cartulario dell'abbazia di Redon, il vescovo Courantgenus fu riscattato dalla prigionia vichinga nel 854. Il suo riscatto fu probabilmente compiuto da un pagamento locale. Nel 855, i monaci di Redon dovettero riscattare il conte Pascweten da una simile prigionia, consegnandogli un calice e una patena d'oro, il cui peso complessivo era di sessantasette solidi. Più tardi Pascwet riuscì a pagare il riscatto con dei vasi sacri, anche questo pagamento si può considerare esser riscosso come una sorta di danegeld. Secondo Regino di Prüm, nel 873 Pascwet pagò un danegeld la cui somma è ancora oggi sconosciuta, per assumere dei mercenari vichinghi con cui contrastare il suo avversario politico Gurvant al tempo conte di Rennes per il trono di Bretagna.

### Regno di Lotaringia
Nella Lotaringia solamente una volta fu riscosso un danegeld. Nel 864, Lotario II riscosse quattro denari da ogni manso del regno, oltre ad un gran numero di bovini, ma soprattutto una grande quantità di farina, vino e birra. La quantità esatta non vi è stata riportata, ma sicuramente essa fu pagata per conto di una banda vichinga guidata da Rodulf. È stato suggerito che Lotario stesse imitando l'esempio di Carlo il Calvo del 860, quando assoldò i vichinghi di Weland il fabbro per attaccare quelli accampati sull'isolotto di Oscellus sulla Senna.
C'è anche una storia raccontata da Dudone di San Quintino nella sua opera De moribus et actis primorum Normanniae ducum di come Reginardo fu riscattato dalla moglie nel 880 in cambio di tutto l'oro della contea di Hainaut, anche se questa storia è probabilmente una leggenda.

### Regno dei Franchi Occidentali
Il primo danegeld pagato ai vichinghi nel Regno dei Franchi Occidentali risale all'anno 845 quando, sotto la guida di Ragnar Lothbrok misero sotto assedio Parigi. L'armata vichinga è stata comprata per evitare la distruzione della città attraverso un pagamento massiccio di quasi sei tonnellate d'argento e lingotti d'oro. Nel novembre del 858, un ulteriore danegeld fu riscosso per comprare Bjørn, che nel frattempo aveva devastato la Senna e periferia.
Nel 862, due gruppi di vichinghi, una delle due flotte fu cacciata fuori dalla Senna da Carlo il Calvo, mentre l'altra flotta di ritorno da una spedizione nel Mediterraneo fu assoldata dal duca bretone Salomone per saccheggiare la Valle della Loira. Roberto il Forte nonché marca di Neustria, catturò dodici navi vichinghe, uccise tutti coloro che erano a bordo, alcuni però riuscirono a fuggire al massacro. Successivamente entrò in negoziazione con gli ex vichinghi della Senna, li pagò 6000 libbre d'argento per attaccare Salomone. Lo scopo di questo accordo era quello di impedire a Salomone di assumere nuovi mercenari. Molto probabilmente Roberto doveva riscuotere una grande quantità di tasse per finanziare quello che effettivamente era un danegeld non tributario progettato per tenere i vichinghi al di fuori della Neustria. Il trattato tra i franchi e i vichinghi non durò più di un anno; quando Salomone nel 863 fece una pace con i vichinghi, quest'ultimi non avendo più un nemico ripresero a saccheggiare la Neustria.

### Russia
In Russia durante il dominio della Rus' di Kiev, gli slavi a partire dall'anno 859 pagavano un tributo annuale ai vichinghi noto come dan. Il principe Oleg, parente di Rurik, dopo essersi trasferito a Kiev, impose un dan al popolo di Novgorod di 300 grivna annuali, per la salvaguardia della pace. I pagamenti a Kiev continuarono fino al 1054 con la morte del principe Jaroslav. Quando il principe Oleg fece la sua spedizione contro Costantinopoli nel 907, chiese ai bizantini di pagare un tributo di 12 grivna per uomo, la flotta slava era formata da 2,000 navi, in ogni nave erano stipati 40 uomini, la somma del tributo richiesto ammontava a circa 960,000 griveni. Tuttavia il trattato negoziato tra Oleg e l'imperatore bizantino Leone VI prevedeva che la quota da pagare per ogni uomo era di un singolo grivna.

## Eredità

### Nella letteratura
William Shakespeare ha fatto riferimento al tributo danese con una delle sue opere più celebri, Amleto, durante la scena in cui "Re Claudio parla della follia del principe Amleto":
For the demand of our neglected tribute»
Per la richiesta del nostro tributo trascurato»
(Shakespeare, Amleto)
Il danegeld è anche il soggetto di una poesia di Rudyard Kipling, le cui frasi più famose recitano che: "una volta che pagherai il danegeld, non ti sbarazzerai mai del danese". La poesia si conclude dicendo che:
For fear they should succumb and go astray;
So when you are requested to pay up or be molested,
You will find it better policy to say:
"We never pay any-one Dane-geld
No matter how trifling the cost
For the end of that game is oppression and shame,
And the nation that plays it is lost!"»
(Kipling, Dane-geld)
Nel 1991, la musicista filk Leslie Fish, compose una canzone dedicata alla poesia di Kipling, che racchiuse nel suo album The Undertaker's Horse.

### Nella politica
Nel Regno Unito, il termine "danegeld" si riferisce ad un avviso generale o a una critica di un qualsiasi pagamento coercitivo, in termini monetari. Ad esempio, come menzionato nella Camera dei comuni durante la discussione sull'accordo di Stormont:
(Andrew Robathan)
Per sottolineare il punto, le persone spesso citano Dane-Geld, la poesia di Kipling, in particolare i due suoi versi più famosi. Ad esempio, il giornalista britannico Tony Parsons ha citato la poesia al Daily Mirror, quando criticò la Repubblica per aver scritto: "Il riscatto è stato pagato e non c'è niente di cui vergognarsi", in risposta all'annuncio che il governo italiano aveva pagato un milione di dollari per il rilascio di due ostaggi in Iraq, l'avvenimento accade il 4 ottobre 2004.
In Gran Bretagna, il termine è spesso accoppiato con l'esperienza vissuta durante la seconda guerra mondiale, la politica dell'appeasement tra Neville Chamberlain e Adolf Hitler. Il 22 luglio 1939, due quotidiani inglesi, il Daily Telegraph e il News Chronicle, riferirono che Robert Hudson del Dipartimento del Commercio d'Oltremare aveva visitato l'ambasciata tedesca a Londra due giorni prima, di incontrare l'ambasciatore tedesco Herbert von Dirksen e Helmuth Wohlthat dell'Organizzazione che si occupava del piano quadriennale nazista, per offrire alla Germania un enorme prestito dal valore di centinaia di milioni di sterline in cambio di non invadere la Polonia. La reazione dei media alla proposta del prestito di Hudson fu estremamente negativa, tanto che i giornali soprannominarono il piano di Hudson come "pagare il Danegeld". Dopo la grande umiliazione di Hudson, Chamberlain annunciò alla Camera dei comuni che Hudson aveva agito di sua iniziativa, la Gran Bretagna non avrebbe mai offerto alla Germania nessun prestito come soluzione alla crisi del corridoio di Danzica.